# Pentactina
Pentactina es un género monotípico de arbusto perteneciente a la familia de las rosáceas. Su única especie: Pentactina rupicola es originaria de Corea.

## Descripción
Pentactina rupicola es un arbusto caducifolio con hojas simples que están dispuestas una enfrente de otra. Las flores están dispuestas en panículas y tienen cinco pétalos de color blanco. Las plantas florecen en junio. Los frutos son folículos .

## Taxonomía
Pentactina rupicola fue descrita por Takenoshin Nakai y publicado en Botanical Magazine 31: 17, en el año 1917.